# Célula galvânica
Uma célula galvânica ou célula voltaica, em homenagem a Luigi Galvani e Alessandro Volta, respectivamente, é um dispositivo que converte energia química em energia elétrica, sendo usado em dispositivos como baterias e células de combustível para gerar energia elétrica.